# مركز سونينشتاين للقتل الرحيم

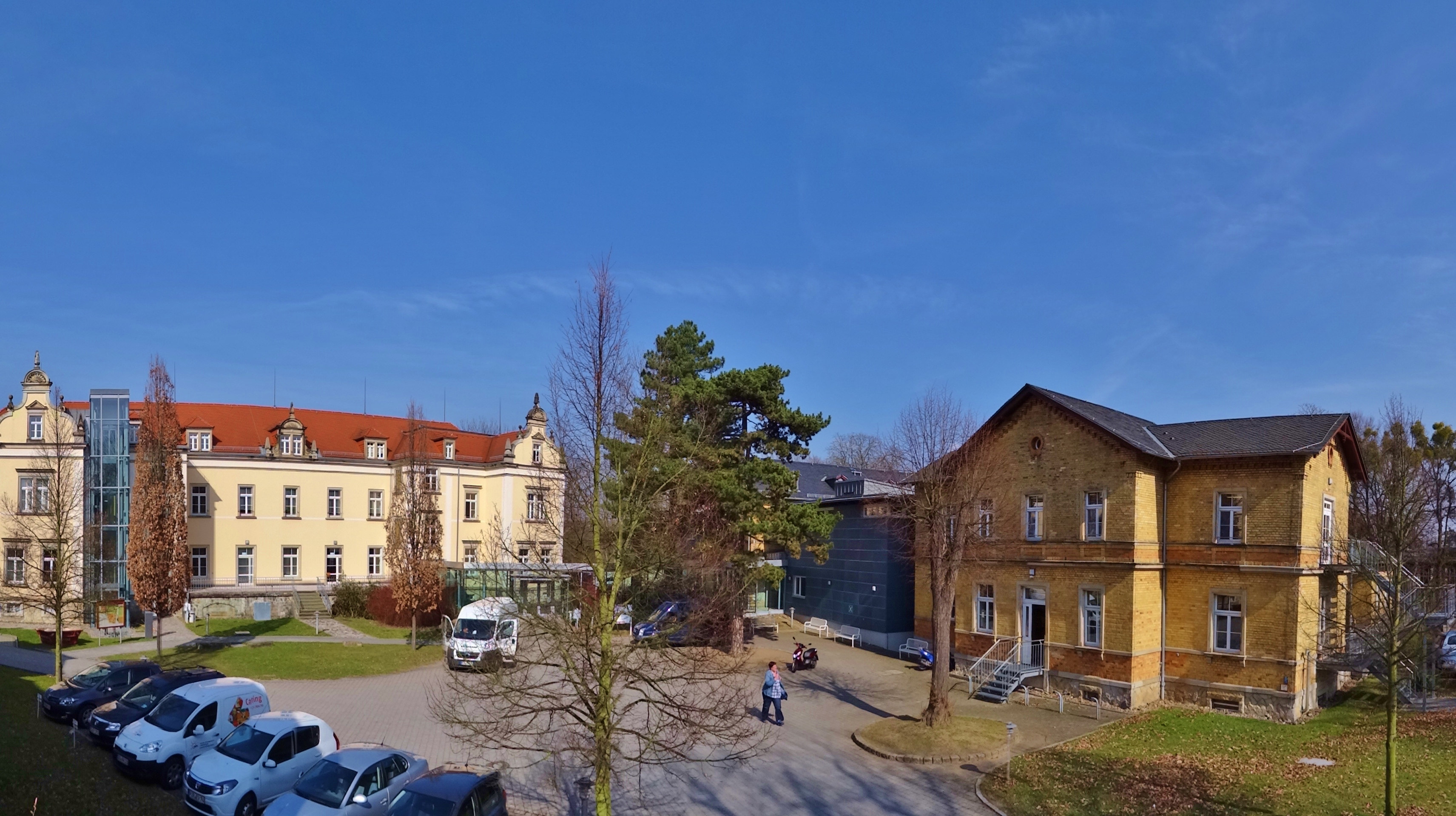

مركز سونينشتاين للقتل الرحيم (بالألمانية: NS-Tötungsanstalt Sonnenstein)‏؛ حرفيا «مؤسسة القتل الاشتراكية الوطنية Sonnenstein») كان القتل الرحيم النازي أو مركز إبادة يقع في القلعة السابقة لقلعة Sonnenstein بالقرب من بيرنا في شرق ألمانيا، حيث تم إنشاء مستشفى في عام 1811.
في عام 1940 و1941، استخدم النازيون هذا المرفق لإبادة حوالي 15000 شخص في عملية وصفت بأنها القتل الرحيم. كانت غالبية الضحايا تعاني من اضطرابات نفسية وإعاقة ذهنية، لكن عددهم شمل أيضًا نزلاء من معسكرات الاعتقال. تم إنشاء المعهد بعد بداية الحرب العالمية الثانية كجزء من برنامج على مستوى الرايخ ومنسق مركزيًا وسري إلى حد كبير يسمى أكتيون تي4 من أجل «القضاء على حياة لا تستحق الحياة».
كما دعمت منشأة القتل الرحيم النازية في قلعة سونينشتاين الأفراد وكذلك التحضير التنظيمي والتقني للمحرقة. كانت واحدة من ستة مواقع كانت تعمل في ولاية سكسونيا، وكانت — الأقل بسبب عدد الضحايا — واحدة من أسوأ مواقع جرائم الحرب النازية في الولاية.
تم اعتماد أساليب قتل السجناء بالغاز في سونشتاين لاحقًا في أوشفيتز لإبادة السجناء اليهود.

## عدد الضحايا

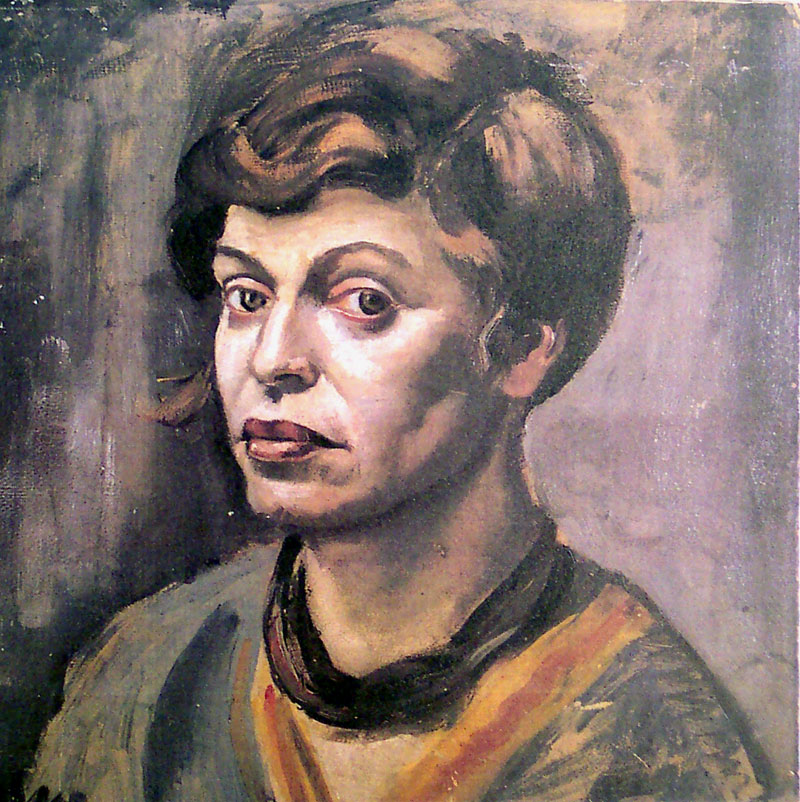
صورة ذاتية للفيلفريد لوهس-وختلر الذي قُتل في سونينشتاين

وفقًا لإحصاءات اكتيون تي4 الداخلية الباقية، في المركز في 15 شهرًا بين يونيو 1940 و1 سبتمبر 1941، تم إعدام ما مجموعه 13,720 شخصًا في غرفة الغاز: 
| 1940  | 1940  | 1940  | 1940   | 1940   | 1940   | 1940   | 1941  | 1941   | 1941 | 1941  | 1941  | 1941  | 1941  | 1941  | مجموع  |
| يونيو | يوليو | أغسطس | سبتمبر | أكتوبر | نوفمبر | ديسمبر | يناير | فبراير | مارس | أبريل | مايو  | يونيو | يوليو | أغسطس | مجموع  |
| ----- | ----- | ----- | ------ | ------ | ------ | ------ | ----- | ------ | ---- | ----- | ----- | ----- | ----- | ----- | ------ |
| 10    | 1,116 | 1,221 | 1150   | 801    | 947    | 698    | 365   | 608    | 760  | 273   | 1,330 | 1,297 | 2,537 | 607   | 13,720 |

المشروع هو نتيجة مسابقة لإقامة نصب تذكاري لضحايا Sonnenstein 15000.